# Claire Hamilton
Claire Hamilton (Lockerbie, 31 de enero de 1989) es una deportista británica que compite por Escocia en curling.
Participó en los Juegos Olímpicos de Sochi 2014, obteniendo una medalla de bronce en la prueba femenina.
Ganó una medalla de oro en el Campeonato Mundial de Curling Femenino de 2013 y tres medallas en el Campeonato Europeo de Curling entre los años 2011 y 2013.

## Palmarés internacional
| Representando al Reino Unido |                     |                   |        |
| Juegos Olímpicos             |                     |                   |        |
| Año                          | Lugar               | Medalla           | Prueba |
| 2014                         | Sochi (Rusia)       | Medalla de bronce | Equipo |
| Representando a Escocia      |                     |                   |        |
| Campeonato Mundial           |                     |                   |        |
| Año                          | Lugar               | Medalla           | Prueba |
| 2013                         | Riga (Letonia)      | Medalla de oro    | Equipo |
| Campeonato Europeo           |                     |                   |        |
| Año                          | Lugar               | Medalla           | Prueba |
| 2011                         | Moscú (Rusia)       | Medalla de oro    | Equipo |
| 2012                         | Karlstad (Suecia)   | Medalla de plata  | Equipo |
| 2013                         | Stavanger (Noruega) | Medalla de plata  | Equipo |